# 長棘光鰓魚
長棘光鰓魚，又稱短身光鰓雀鯛，俗名為厚殼仔，為輻鰭魚綱鱸形目隆頭魚亞目雀鯛科的其中一種。

## 分布
本魚分布於印度西太平洋區，包括日本、台灣、斐濟、萬那杜、新喀里多尼亞、澳洲東部、模里西斯、留尼旺等海域。

## 深度
水深0.2至0.3公尺。

## 特徵
本魚體呈卵圓形而側扁，魚體較高，眼和吻的距離短。體呈茶褐色，魚體後端約自背鰭鰭條部開始皆為白色，背鰭、臀鰭及尾鰭亦是。眼中大，上側位。口小，上頜骨末端僅及眼前緣；齒細小，圓錐狀。吻自眼下方的鱗片成灰白色。體側每一鱗片末端顏色較深，胸鰭基底黑色，鰓蓋末端有2枚具棘的鱗片。幼魚的頭、尾柄及各鰭略帶藍色。背鰭硬棘13枚；軟條14至15枚；臀鰭硬棘2枚；軟條13至14枚。體長可達14公分。

## 生態
棲息於岩礁區外圍水域較淺處，常成群活動，以動物性浮游生物及藻類為食。夏季為其產卵期，其將卵產於石面上。

## 經濟利用
大多用來做觀賞魚，尤其是小魚體色鮮明。